# Рудолф I фон Хоххауз
Рудолф I фон Хоххауз (на немски: Rudolf I von Hochhaus; † сл. 1275) е благородник от значимия стар швабски род Хюрнхайм, господар на замък Хоххауз и околностите. Той основава „линията Хюрнхайм-Хоххауз“.
Той е син на Алберт фон Хюрнхайм († сл. 1240). Роднина е на Марквард I фон Хагел († 1324), княжески епископ на Айхщет (1322 – 1324), и на Еберхард II фон Хюрнхайм (1494 – 1560), княжески епископ на Айхщет (1552 – 1560).
Ок. 1240 г. фамилията Хюрнхайм се разделя на няколко главни линии. Брат е на Рудолф фон Раухауз († 1261/1264), Херман фон Хохалтинген († сл. 1275) и Хайнрих фон Хагелн († сл. 1246).
Линията Хюрнхайм-Хоххауз съществува до 1348 г. до смъртта на Конрад II, който няма наследници и през 1347 г. продава замъка за 3 000 пфунд и собственостите си на графовете фон Йотинген.

## Фамилия
Рудолф I фон Хоххауз се жени за жена с неизвестно име († пр. 28 март 1262). Те имат шест деца:

- Рудолф (II) фон Хюрнхайм († 1285/1287), рицар; има шест деца
- Конрад фон Хюрнхайм-Хоенхауз († 1285/1293), женен за Агнес фон Гунделфинген-Хеленщайн († сл. 1293), сестра на Дегенхард фон Гунделфинген-Хеленщайн († 1307), епископ на Аугсбург (1303 – 1307), дъщеря на Дегенхард фон Гунделфинген-Хеленщайн († сл. 1293) и графиня Агнес фон Дилинген († сл. 1258), сестра на Хартман фон Дилинген, епископ на Аугсбург (1248 – 1286); имат син и две дъщери
- Хилдегард фон Хюрнхайм († сл. 1262)
- дъщеря фон Хюрнхайм, омъжена за Фридрих фон Хоенбург († сл. 1268)
- ? Рудегерус фон Хюрнхайм († сл. 1285)
- ? Рудолф фон Хюрнхайм († 31 август 1288)